# ماکسیمیلیان نیکو
ماکسیمیلیان نیکو (انگلیسی: Maximilian Nicu؛ زادهٔ ۲۵ نوامبر ۱۹۸۲) بازیکن فوتبال اهل آلمان است.
از باشگاه‌هایی که در آن بازی کرده‌است می‌توان به باشگاه فوتبال مونیخ ۱۸۶۰، باشگاه فوتبال قوت-وایس ارفورت، باشگاه فوتبال فرایبورگ، باشگاه فوتبال هرتابرلین، باشگاه فوتبال آریس لیماسول، و باشگاه فوتبال وهن ویسبادن اشاره کرد.
وی همچنین در تیم ملی فوتبال رومانی بازی کرده‌است.